# Dura
Dura är ett släkte av fjärilar. Dura ingår i familjen tofsspinnare.

## Dottertaxa tillDura, i alfabetisk ordning[1]
- Dura ageta
- Dura alba
- Dura albicans
- Dura amianta
- Dura amplipennis
- Dura apalochroa
- Dura aroa
- Dura basistriga
- Dura centema
- Dura cinnamomina
- Dura dasychiroides
- Dura dubia
- Dura eucraera
- Dura helicta
- Dura ippolene
- Dura isabella
- Dura leptodes
- Dura marginepunctata
- Dura nepha
- Dura niveus
- Dura ochrias
- Dura passonyx
- Dura percnoptera
- Dura plectrophora
- Dura pratti
- Dura prionodesma
- Dura pseudalba
- Dura pusilla
- Dura pycnadelpha
- Dura silca
- Dura spodea
- Dura sulphurea